# Koreaanse postposities
Koreaanse postposities zijn achtervoegsels of korte woorden die worden gebruikt in de grammatica van de Koreaanse taal en direct na een zelfstandig naamwoord of een voornaamwoord worden gebruikt. Dit artikel gebruikt de Herziene Koreaanse Romanisatie om de uitspraak te laten zien. Kijk naar de Hangul-versies eronder voor de originele orthografie.
| Achtervoegsel                                       | Voorbeeldzin | Vertaling |
| --------------------------------------------------- | --- | --- |
| (n-)eun 은/는                                       | Gebruikt om het onderwerp aan te geven. Eun (은) volgt na een medeklinker, neun (는) na een klinker. | Gebruikt om het onderwerp aan te geven. Eun (은) volgt na een medeklinker, neun (는) na een klinker. |
| Zelfstandige naamwoorden (onderwerp)                | Na-neun haksaengida. 나는 학생이다. | Ik ben student. |
| Zelfstandige naamwoorden (onderwerp)                | Ikeot-eun yeonpilida. 이것은 연필이다 | Dit is een pen. |
| Zelfstandige naamwoorden (algemene nominatief)      | Chita-neun ppareuda. 치타는 빠르다. | Cheeta's zijn snel. |
| i/ga 이/가                                          | Gebruikt als een aanwijzend voornaamwoord of om een onderwerp aan te geven. I (이) volgt na een medeklinker, ga (가) na een klinker. | Gebruikt als een aanwijzend voornaamwoord of om een onderwerp aan te geven. I (이) volgt na een medeklinker, ga (가) na een klinker. |
| Zelfstandige naamwoorden (onderwerp)                | Nae-ga masyetda. 내가 마셨다. | Ik dronk. |
| Zelfstandige naamwoorden (aanwijzend voornaamwoord) | Jeogeot-i hangangiya. 저것이 한강이야. | Dat is de rivier de Han. |
| Zelfstandig naamwoord (specifieke nominatief)       | Chita-ga neurida. 치타가 느리다. | Deze cheeta is traag. |
| do 도                                               | Gebruikt als een toevoegend achtervoegsel. Als het gaat om meerdere toevoegende kwaliteiten/beschrijvingen van hetzelfde onderwerp, wordt ttohan (또한) gebruikt.                                                                                       | Gebruikt als een toevoegend achtervoegsel. Als het gaat om meerdere toevoegende kwaliteiten/beschrijvingen van hetzelfde onderwerp, wordt ttohan (또한) gebruikt.                                                                                       |
| Zelfstandige naamwoorden                            | Geunyeo-do gongbuhanda. 그녀도 공부한다. | Zij studeert ook. |
| Zelfstandige naamwoorden (toevoegend)               | Jeongnam-eun guninieotda. Geu-neun ttohan jeongchigayeotda. 정남은 군인이었다. 그는 또한 정치가였다. | Jeong-nam was soldaat. Hij was ook politicus. |
| (r-)eul 을/를                                       | Gebruikt om een lijdend voorwerp/object aan te geven. Eul (을) volgt na een medeklinker, reul (를) na een klinker. | Gebruikt om een lijdend voorwerp/object aan te geven. Eul (을) volgt na een medeklinker, reul (를) na een klinker. |
| Zelfstandige naamwoorden (lijdend/objectief)        | Na-neun ramyeon-eul meokeotda. 나는 라면을 먹었다. | Ik at ramyeon. |
| ege/hante 에게/한테                                 | Gebruikt om een meewerkend voorwerp (datief) aan te geven. Ege (에게) wordt gebruikt in formele situaties, hante (한테) bij informele situaties. | Gebruikt om een meewerkend voorwerp (datief) aan te geven. Ege (에게) wordt gebruikt in formele situaties, hante (한테) bij informele situaties. |
| Zelfstandig naamwoord                               | Neohui-ege hal mali ittda. 너희에게 할 말이 있다. | Ik moet je iets vertellen. |
| kke 께                                              | Gebruikt om een meewerkend voorwerp in de beleefdheidsvorm aan te duiden. | Gebruikt om een meewerkend voorwerp in de beleefdheidsvorm aan te duiden. |
| Zelfstandig naamwoord                               | Goyongju-kke seonmul-eul deuryeotda. 고용주께 선물을 드렸다. | Ik gaf een cadeau aan mijn baas. |
| (eu-)ro 으로/로                                     | Gebruikt om een bestemming of rol aan te duiden. Euro (으로) volgt na een medeklinker (uitgezonderd de 'ㄹ'), ro (로) na een klinker of een 'ㄹ'. | Gebruikt om een bestemming of rol aan te duiden. Euro (으로) volgt na een medeklinker (uitgezonderd de 'ㄹ'), ro (로) na een klinker of een 'ㄹ'. |
| Zelfstandig naamwoord (middel)                      | KTX-ro Seoul-eseo Busan-kkaji 3(sam)sigan geollinda. KTX로 서울에서 부산까지 3시간 걸린다. | Het duurt 3 uur om met de KTX van Seoul naar Busan te gaan. |
| Zelfstandig naamwoord (bestemming)                  | Naeil Hoju-ro tteonimnida. 내일 호주로 떠납니다. | Ik vertrek morgen naar Australië. |
| Zelfstandig naamwoord (rol)                         | (W)unjeonsa-ro chwijikhaeyo. 운전사로 취직해요. | Ik zoek een baan als chauffeur. |
| e 에                                                | Gebruikt voor alle woorden die tijd of plaats aangeven. | Gebruikt voor alle woorden die tijd of plaats aangeven. |
| Tijd (zelfstandig naamwoord)                        | Maikeul-eun 8(pal)wol-e wattda. 마이클은 8월에 왔다. | Michael kwam in augustus. |
| Plaats (zelfstandig naamwoord)                      | Jedong-eun ilbon-e gattda. 제동은 일본에 갔다. | Jedong ging naar Japan. |
| eseo 에서                                           | Kan worden vertaald als "ergens vandaan komen" als het wordt gebruikt met een werkwoord van beweging/komen. Het kan ook worden vertaald als "op" of "in" als het wordt gebruikt met een actief werkwoord dat niet te maken heeft met beweging of komen. | Kan worden vertaald als "ergens vandaan komen" als het wordt gebruikt met een werkwoord van beweging/komen. Het kan ook worden vertaald als "op" of "in" als het wordt gebruikt met een actief werkwoord dat niet te maken heeft met beweging of komen. |
| Zelfstandig naamwoord (vandaan)                     | Jungguk-eseo wasseo. 중국에서 왔어. | Ik kwam uit China. |
| Zelfstandig naamwoord (in)                          | Bang-eseo gongbu-reul haetda. 방에서 공부를 했다. | Ik studeerde in mijn kamer. |
| man 만                                              | Kan worden vertaald als "alleen", gebruikt na een zelfstandig naamwoord. | Kan worden vertaald als "alleen", gebruikt na een zelfstandig naamwoord. |
| Zelfstandig naamwoord                               | Ojik Jeimseu-man Hangukeo-reul gongbuhaetda. 오직 제임스만 한국어를 공부했다. | Alleen James studeerde Koreaans. |
| ui 의                                               | Gebruikt om een bezit (genitief) aan te duiden. | Gebruikt om een bezit (genitief) aan te duiden. |
| Zelfstandig naamwoord (bezit)                       | Miguk-ui daetongryeong. 미국의 대통령 | President van de Verenigde Staten. |
| (g)wa 과/와                                         | Kan worden vertaald als "en" (verbindingswoord); "met" of "zoals met" (voorzetsel). Gwa (과) volgt na een medeklinker, wa (와) na een klinker. | Kan worden vertaald als "en" (verbindingswoord); "met" of "zoals met" (voorzetsel). Gwa (과) volgt na een medeklinker, wa (와) na een klinker. |
| Zelfstandig naamwoord (verbindingswoord)            | Neo-wa na. 너와 나. | Jij en ik. |